# 郭坦
郭坦（1919年—1997年3月24日），男，山东莘县人，中华人民共和国政治人物，曾任中共河南省委秘书长、省委常委兼政法委书记，河南省人大常委会副主任。